# Sistema politico della Repubblica Italiana
Il Sistema politico della Repubblica Italiana può ricondursi a una democrazia rappresentativa, nella forma di repubblica parlamentare. Lo Stato è organizzato in base a un significativo decentramento.
L'Italia è una repubblica democratica dopo il referendum del 2 giugno 1946, quando la monarchia fu abolita e fu eletta un'Assemblea costituente incaricata di redigere la Costituzione, la quale venne successivamente promulgata dal Capo provvisorio dello Stato Enrico De Nicola il 27 dicembre 1947, entrando in vigore il 1º gennaio 1948.

## Organizzazione generale
Il sistema politico italiano è organizzato secondo il principio della separazione dei poteri: il potere legislativo è attribuito al Parlamento, al governo spetta il potere esecutivo, mentre la magistratura, indipendente dall'esecutivo e dal potere legislativo, esercita il potere giudiziario. Il Presidente della Repubblica è la massima carica dello Stato e ne rappresenta l'unità.
La legge fondamentale della Repubblica è la Costituzione, ossia il codice che indica i principi fondamentali, i diritti e i doveri dei cittadini e ne fissa l'ordinamento. Ai sensi dell'art. 70 della Costituzione, il potere legislativo statale spetta al Parlamento, costituito da due camere (bicameralismo): il Senato della Repubblica e la Camera dei deputati.
Tutte le leggi, in ultima istanza, devono essere promulgate dal Presidente della Repubblica che, con messaggio motivato alle Camere, può chiedere una nuova deliberazione (il cosiddetto veto sospensivo). Se però le Camere approvano nuovamente la legge, questa deve essere promulgata.
Il Consiglio dei ministri si regge su una maggioranza parlamentare, tipicamente costituita a partire da una consultazione elettorale tra tutti gli aventi diritto di voto.

### La separazione dei poteri
Solo in casi di necessità ed urgenza il governo può emanare un atto avente forza di legge e chiamato decreto-legge, che deve essere convertito in legge dal Parlamento entro 60 giorni, pena la sua decadenza (anche retroattiva). Inoltre il Parlamento può delegare il Governo tramite una legge chiamata legge delega affinché legiferi su una certa materia, dando attuazione ai principi e criteri direttivi stabiliti nella stessa legge delega, e stabilendo nel contempo i limiti e i tempi entro i quali il Governo può muoversi nel legiferare. L'atto normativo emanato in questo modo dal Governo prende il nome di decreto legislativo.
Ci sono poi casi nei quali il potere legislativo spetta al popolo sovrano, attraverso l'istituto del referendum abrogativo e, in materia costituzionale, attraverso l'istituto del referendum confermativo delle leggi costituzionali. In generale dunque il potere di iniziativa legislativa viene attribuito a ciascun parlamentare, al popolo, attraverso l'istituto della proposta di legge di iniziativa popolare effettuata tramite la raccolta di almeno 50 000 firme, al Consiglio nazionale dell'economia e del lavoro, ai Consigli regionali e al Governo (il presidente della Repubblica autorizza la presentazione alle Camere dei disegni di legge di iniziativa del Governo).
Infine, è presente un rilevante controllo giurisdizionale sia sugli atti amministrativi sia sulla legislazione effettuato a due livelli: non è molto differente dal judicial review, revisione giudiziaria, del sistema statunitense (e quindi è ben più esteso di quello anglosassone classico, ossia del Regno Unito, in quanto i tribunali a livello diffuso possono considerare una legge non costituzionale, ma limitandola al caso a loro sottoposto), ma nel caso italiano il sistema accentrato sul controllo, su richiesta del singolo giudice del tribunale, è affidato alla Corte costituzionale in forma pressoché esclusiva.
La Corte, di conseguenza, può dichiarare costituzionalmente illegittime le leggi o parti di esse, rendendole inapplicabili, e impedendo al Parlamento di legiferare nuovamente sulla medesima situazione.
Per quanto concerne gli atti amministrativi il controllo è effettuato da una serie di tribunali amministrativi suddivisi su base regionale, i TAR, con appello al Consiglio di Stato in sede giurisdizionale, avente competenza territoriale nazionale. Con l'approvazione del Codice del processo amministrativo nel 2010 il controllo sugli atti amministrativi governativi e degli altri enti pubblici è diventato particolarmente penetrante, con possibilità di richiedere le più opportune misure cautelari, sia in primo sia in secondo grado, nonché il risarcimento del danno che l'atto amministrativo emanato dal pubblico potere ha causato.

## Potere legislativo
Il potere legislativo spetta al Parlamento della Repubblica Italiana, suddiviso in due camere: il Senato della Repubblica e la Camera dei deputati, i quali separatamente, con le stesse mansioni assegnate dalla Costituzione, promuovono, attraverso l'iniziativa dei loro membri parlamentari, l'iniziativa legislativa che deve essere approvata a maggioranza da ciascuna delle due Camere, altrimenti rigettata.

## Potere esecutivo

### Il Governo
Il potere esecutivo è affidato al governo all'interno del quale, secondo l'art. 92, c. 1 Cost., si distinguono tre diversi organi: il Presidente del Consiglio dei ministri (capo del governo), i ministri e il Consiglio dei ministri (talvolta detto impropriamente gabinetto, secondo una dicitura storica non usata dalle norme italiane), quest'ultimo costituito dall'unione dei precedenti due organi. La formazione del governo è disciplinata in modo succinto dagli art. 92, c. 2, 93 e 94 Cost. e da prassi costituzionali consolidatesi nel tempo.
Il governo dipende dalla fiducia di entrambi i rami del parlamento e ha in suo potere la possibilità di emettere decreti-legge solo in caso di emergenza (i quali devono essere confermati dal voto del parlamento entro 60 giorni) e non dovrebbe fare decreti-legge abusivamente (art. 77).
In base alla legge finanziaria 2008, poi modificata con la legge 13 novembre 2009 n. 172, il numero di ministri del governo è fissato a tredici, mentre l'intero esecutivo (compresi ministri senza portafoglio, viceministri e sottosegretari) non può contare più di sessanta unità. Per effetto del decreto-legge n. 22 del 2021 il numero dei ministeri in funzione nel governo Draghi aumenta a quindici. Con il governo Meloni i dicasteri sono rimasti 15, ma cinque di essi hanno parzialmente cambiato funzione e, di conseguenza, anche denominazione.

### Presidente del Consiglio dei ministri
Il Presidente del Consiglio dei ministri (indicato impropriamente anche come primo ministro, o popolarmente quale premier) è il capo del governo. È nominato dal Presidente della Repubblica ed è la quarta carica dello Stato per importanza, pur essendo il vero dominus del sistema politico (come in tutti i sistemi parlamentari repubblicani la prima carica è sempre il Presidente della Repubblica, anche se i suoi poteri sono limitati).
Teoricamente il Presidente della Repubblica è libero nella sua scelta, ma siccome il designato dovrà formare un governo con cui sarà sottoposto al voto di fiducia delle due camere, di fatto egli è scelto tendenzialmente nell'ambito dei partiti che hanno la maggioranza in parlamento; la prassi costituzionale vede il Presidente della Repubblica procedere a consultazioni con i gruppi parlamentari per poter procedere alla scelta di una persona che abbia la possibilità concreta di ottenere la fiducia.
Dopo la nomina il Presidente del Consiglio propone al Presidente della Repubblica le nomine dei singoli ministri insieme con i quali andrà a formare il Consiglio dei ministri se, come detto, riceverà il voto di fiducia da entrambi i rami del parlamento.
Il Presidente del Consiglio coordina l'attività dei ministri ed è responsabile delle attività del governo. A differenza di quanto avviene in altri ordinamenti, non è a tutti gli effetti un superiore gerarchico dei ministri, anche se esplica funzioni alle quali tutti i ministri sono, direttamente o indirettamente, sottoposti.
Altresì è vero che il Presidente del Consiglio non può dare ordini specifici ai ministri riguardo all'attività dei loro dicasteri, ma solo direttive a carattere generale, così come è vero che non può licenziarli. Egli si qualifica così come un primus inter pares, cioè un primo di pari grado con in suoi ministri.
Più in generale, il Presidente del Consiglio svolge una triplice funzione: impulso, direzione, coordinamento dell'attività del governo.

### I Presidenti del Consiglio della Repubblica Italiana

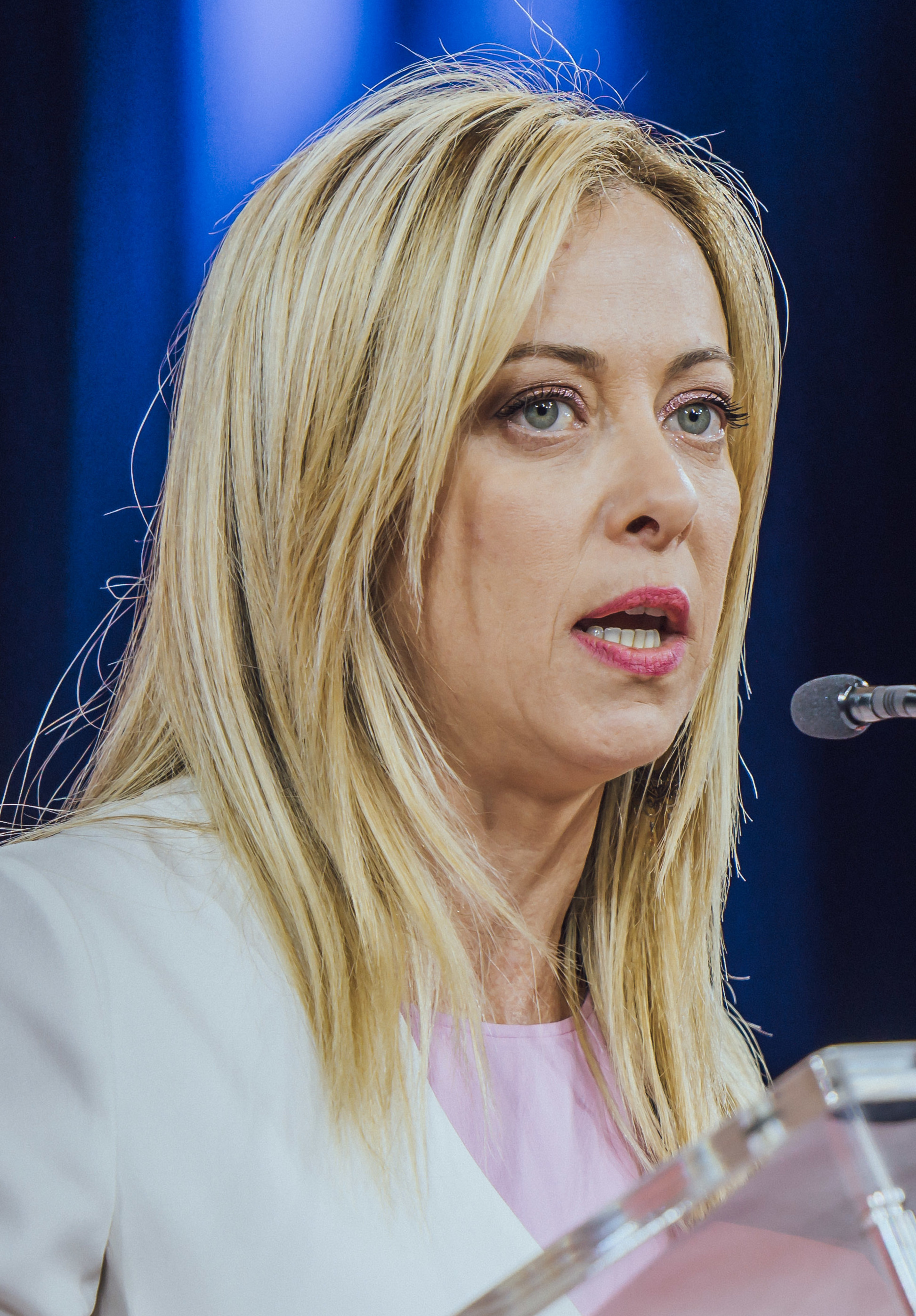
Giorgia Meloni, attuale Presidente del Consiglio in Italia dal 2022, prima donna a ricoprire tale carica.

| #  | Presidente del Consiglio | Presidente del Consiglio | Presidente del Consiglio | Inizio           | Fine             | Partito                         |
| -- | ------------------------ | ------------------------ | ------------------------ | ---------------- | ---------------- | ------------------------------- |
| 1  |                          |                          | Alcide De Gasperi        | 14 luglio 1946   | 17 agosto 1953   | Democrazia Cristiana            |
| 2  |                          |                          | Giuseppe Pella           | 17 agosto 1953   | 19 gennaio 1954  | Democrazia Cristiana            |
| 3  |                          |                          | Amintore Fanfani         | 19 gennaio 1954  | 10 febbraio 1954 | Democrazia Cristiana            |
| 4  |                          |                          | Mario Scelba             | 10 febbraio 1954 | 6 luglio 1955    | Democrazia Cristiana            |
| 5  |                          |                          | Antonio Segni            | 6 luglio 1955    | 20 maggio 1957   | Democrazia Cristiana            |
| 6  |                          |                          | Adone Zoli               | 20 maggio 1957   | 2 luglio 1958    | Democrazia Cristiana            |
| –  |                          |                          | Amintore Fanfani         | 2 luglio 1958    | 16 febbraio 1959 | Democrazia Cristiana            |
| –  |                          |                          | Antonio Segni            | 16 febbraio 1959 | 26 marzo 1960    | Democrazia Cristiana            |
| 7  |                          |                          | Fernando Tambroni        | 26 marzo 1960    | 27 luglio 1960   | Democrazia Cristiana            |
| –  |                          |                          | Amintore Fanfani         | 27 luglio 1960   | 22 giugno 1963   | Democrazia Cristiana            |
| 8  |                          |                          | Giovanni Leone           | 22 giugno 1963   | 5 dicembre 1963  | Democrazia Cristiana            |
| 9  |                          |                          | Aldo Moro                | 5 dicembre 1963  | 25 giugno 1968   | Democrazia Cristiana            |
| –  |                          |                          | Giovanni Leone           | 25 giugno 1968   | 13 dicembre 1968 | Democrazia Cristiana            |
| 10 |                          |                          | Mariano Rumor            | 13 dicembre 1968 | 6 agosto 1970    | Democrazia Cristiana            |
| 11 |                          |                          | Emilio Colombo           | 6 agosto 1970    | 18 febbraio 1972 | Democrazia Cristiana            |
| 12 |                          |                          | Giulio Andreotti         | 18 febbraio 1972 | 8 luglio 1973    | Democrazia Cristiana            |
| –  |                          |                          | Mariano Rumor            | 8 luglio 1973    | 23 novembre 1974 | Democrazia Cristiana            |
| –  |                          |                          | Aldo Moro                | 23 novembre 1974 | 30 luglio 1976   | Democrazia Cristiana            |
| –  |                          |                          | Giulio Andreotti         | 30 luglio 1976   | 5 agosto 1979    | Democrazia Cristiana            |
| 13 |                          |                          | Francesco Cossiga        | 5 agosto 1979    | 18 ottobre 1980  | Democrazia Cristiana            |
| 14 |                          |                          | Arnaldo Forlani          | 18 ottobre 1980  | 28 giugno 1981   | Democrazia Cristiana            |
| 15 |                          |                          | Giovanni Spadolini       | 28 giugno 1981   | 1º dicembre 1982 | Partito Repubblicano Italiano   |
| –  |                          |                          | Amintore Fanfani         | 1º dicembre 1982 | 4 agosto 1983    | Democrazia Cristiana            |
| 16 |                          |                          | Bettino Craxi            | 4 agosto 1983    | 18 aprile 1987   | Partito Socialista Italiano     |
| –  |                          |                          | Amintore Fanfani         | 18 aprile 1987   | 29 luglio 1987   | Democrazia Cristiana            |
| 17 |                          |                          | Giovanni Goria           | 29 luglio 1987   | 13 aprile 1988   | Democrazia Cristiana            |
| 18 |                          |                          | Ciriaco De Mita          | 13 aprile 1988   | 23 luglio 1989   | Democrazia Cristiana            |
| –  |                          |                          | Giulio Andreotti         | 23 luglio 1989   | 28 giugno 1992   | Democrazia Cristiana            |
| 19 |                          |                          | Giuliano Amato           | 28 giugno 1992   | 29 aprile 1993   | Partito Socialista Italiano     |
| 20 |                          |                          | Carlo Azeglio Ciampi     | 29 aprile 1993   | 11 maggio 1994   | Indipendente                    |
| 21 |                          |                          | Silvio Berlusconi        | 11 maggio 1994   | 17 gennaio 1995  | Forza Italia                    |
| 22 |                          |                          | Lamberto Dini            | 17 gennaio 1995  | 18 maggio 1996   | Indipendente                    |
| 23 |                          |                          | Romano Prodi             | 18 maggio 1996   | 21 ottobre 1998  | Indipendente di centro-sinistra |
| 24 |                          |                          | Massimo D'Alema          | 21 ottobre 1998  | 26 aprile 2000   | Democratici di Sinistra         |
| –  |                          |                          | Giuliano Amato           | 26 aprile 2000   | 11 giugno 2001   | Indipendente di centro-sinistra |
| –  |                          |                          | Silvio Berlusconi        | 11 giugno 2001   | 17 maggio 2006   | Forza Italia                    |
| –  |                          |                          | Romano Prodi             | 17 maggio 2006   | 8 maggio 2008    | Indipendente di centro-sinistra |
| –  |                          |                          | Silvio Berlusconi        | 8 maggio 2008    | 16 novembre 2011 | Il Popolo della Libertà         |
| 25 |                          |                          | Mario Monti              | 16 novembre 2011 | 28 aprile 2013   | Indipendente                    |
| 26 |                          |                          | Enrico Letta             | 28 aprile 2013   | 22 febbraio 2014 | Partito Democratico             |
| 27 |                          |                          | Matteo Renzi             | 22 febbraio 2014 | 12 dicembre 2016 | Partito Democratico             |
| 28 |                          |                          | Paolo Gentiloni          | 16 dicembre 2016 | 1º giugno 2018   | Partito Democratico             |
| 29 |                          |                          | Giuseppe Conte           | 1º giugno 2018   | 13 febbraio 2021 | Indipendente di area M5S        |
| 30 |                          |                          | Mario Draghi             | 13 febbraio 2021 | 22 ottobre 2022  | Indipendente                    |
| 31 |                          |                          | Giorgia Meloni           | 22 ottobre 2022  | in carica        | Fratelli d'Italia               |

### Ministeri
Con il governo Meloni i dicasteri sono rimasti 15, ma cinque di essi hanno parzialmente cambiato funzione e, di conseguenza, anche denominazione.
Ministeri con compiti di ordine e di indirizzo:
- Ministero degli affari esteri e della cooperazione internazionale;
- Ministero dell'interno;
- Ministero della giustizia;
- Ministero della difesa.

Ministeri con compiti economico-finanziari:
- Ministero dell'economia e delle finanze;
- Ministero delle imprese e del made in Italy;
- Ministero dell'agricoltura, della sovranità alimentare e delle foreste;

Ministeri con compiti di servizio sociale e culturale:
- Ministero dell'università e della ricerca;
- Ministero dell'istruzione e del merito;
- Ministero della cultura;
- Ministero del turismo;
- Ministero del lavoro e delle politiche sociali;
- Ministero della salute.

Ministeri con compiti relativi ad infrastrutture e servizi:
- Ministero delle infrastrutture e dei trasporti;
- Ministero dell'ambiente e della sicurezza energetica.

## Potere giudiziario

### La magistratura
Il potere giudiziario è esercitato dalla magistratura che costituisce un ordine autonomo e indipendente da ogni altro potere. I magistrati ordinari sono titolari della funzione giurisdizionale (vedi voce giurisdizione), che amministrano in nome del popolo. Il Consiglio superiore della magistratura ha compiti di autogoverno della magistratura, sottraendola del tutto dal controllo del Ministro della giustizia.
Il sistema giudiziario italiano trae le proprie origini dal diritto romano, e il Codice napoleonico ha ispirato i codici italiani. Il sistema penale italiano è basato su un sistema accusatorio (giudice terzo, dialettica processuale e parità delle armi tra le parti, processo "pubblico" e orale), ma la prima fase, ossia quella delle indagini preliminari, è caratterizzata dalla segretezza, elemento tipico del sistema inquisitorio. Questo porta alcuni studiosi a definire il nostro un sistema "misto".
Sono garantiti sia nella giurisdizione civile, che penale, che amministrativa (seppur con alcune peculiarità) tre gradi di giudizio: in primo grado si porta la causa davanti al giudice per la prima volta; in secondo grado si presenta appello avverso la decisione assunta dal giudice di primo grado, e il giudice d'appello può entrare nel merito della decisione (ed è quindi possibile un ribaltamento anche totale della prima sentenza es. condanna/assoluzione); in terzo grado, nel ricorso per cassazione, si impugna la decisione del giudice dell'appello. In quest'ultimo grado di giudizio però il giudice non entra nell'accertamento in fatto compiuto nella decisione impugnata, ma può semplicemente controllare che il processo si sia svolto nel rispetto della legge.
Dopo i tre gradi di giudizio la sentenza impugnata diventa definitiva.

## Presidente della Repubblica

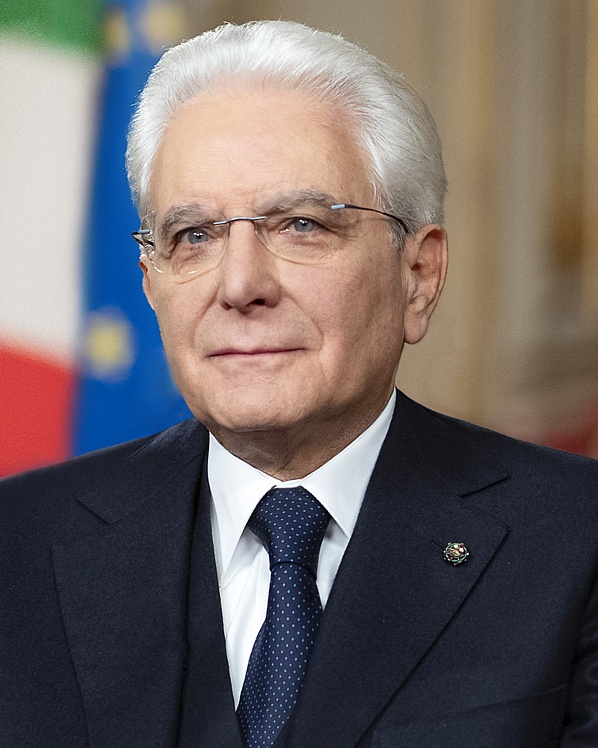
Sergio Mattarella, presidente della Repubblica Italiana dal 2015

Il Presidente della Repubblica è il capo dello Stato (la più alta carica statale), oltre a rappresentare l'unità nazionale. È una sorta di punto d'incontro tra i tre rami del potere: è eletto dal Parlamento, nomina l'esecutivo ed è il presidente dell'ordinamento giudiziario.
Il presidente è inoltre il comandante in capo delle forze armate, ma tale attribuzione è ritenuta dalla dottrina giuridica molto dubbia, considerando che il Capo dello Stato italiano non detiene indirizzo politico, data comunque la forma parlamentare dell'ordinamento italiano.
Tale funzione si esplica nella presidenza del Consiglio supremo di difesa, ma si comprende bene che questo non basta a fare del comando supremo delle forze armate un comando di natura effettiva, tecnico-operativa: il comando delle forze armate è formalmente attribuito al Capo dello Stato, ma detenuto in effetti dal Ministero della difesa e quindi dal governo.
In generale, i poteri del Presidente della Repubblica sono piuttosto esigui. Poiché infatti l'Italia è una Repubblica parlamentare, l'indirizzo politico è determinato dal Parlamento e dal governo; quest'ultimo, essendo vertice del potere esecutivo, detiene anche la funzione amministrativa, per cui l'indirizzo politico-amministrativo dello Stato fa del governo Italiano (ma lo stesso dicasi degli altri governi) l'organo più "forte" in quanto è, per così dire, il motore della politica nazionale ed estera. Dunque, il Presidente del Consiglio dei Ministri, capo del governo, è l'organo monocratico con più potere politico.
Il Presidente della Repubblica è eletto da un collegio elettorale composto da entrambi i rami del Parlamento e da 58 rappresentanti regionali; il suo mandato è di 7 anni.
La sua elezione richiede una larga maggioranza che si riduce progressivamente dai 2/3 nei primi tre scrutini al 50% + uno degli aventi diritto dai successivi. Gli unici due presidenti ad essere stati eletti alla prima votazione sono stati nel 1985 Francesco Cossiga e nel 1999 Carlo Azeglio Ciampi.
Nonostante non sia affermato esplicitamente dalla Costituzione, il presidente in carica è rieleggibile: Giorgio Napolitano è stato il primo presidente nella storia italiana ad essere nuovamente eletto per un secondo mandato, nel 2013.
Di norma, il presidente cerca di restare in una posizione neutrale rispetto al dibattito politico nazionale, e riveste il ruolo istituzionale di garante per tutto ciò che concerne il processo politico. Il presidente può inoltre rigettare leggi apertamente anti-costituzionali rifiutandosi di firmarle, poiché egli agisce quale guardiano della Costituzione italiana. Tuttavia questo potere è esercitabile esclusivamente una sola volta sulla stessa legge.
L'attuale Presidente della Repubblica Italiana è Sergio Mattarella, eletto il 31 gennaio 2015 e rieletto per un secondo mandato, iniziato il 3 febbraio 2022.

### I presidenti della Repubblica Italiana
| #  | Presidente della Repubblica | Presidente della Repubblica | Presidente della Repubblica | Inizio mandato   | Fine mandato     | Partito      | Partito                                 |
| 1  |                             |                             | Enrico De Nicola            | 28 giugno 1946   | 12 maggio 1948   |              | Partito Liberale Italiano               |
| 2  |                             |                             | Luigi Einaudi               | 12 maggio 1948   | 11 maggio 1955   |              | Partito Liberale Italiano               |
| 3  |                             |                             | Giovanni Gronchi            | 11 maggio 1955   | 11 maggio 1962   |              | Democrazia Cristiana                    |
| 4  |                             |                             | Antonio Segni               | 11 maggio 1962   | 6 dicembre 1964  |              | Democrazia Cristiana                    |
| 5  |                             |                             | Giuseppe Saragat            | 29 dicembre 1964 | 29 dicembre 1971 |              | Partito Socialista Democratico Italiano |
| 6  |                             |                             | Giovanni Leone              | 29 dicembre 1971 | 29 giugno 1978   |              | Democrazia Cristiana                    |
| 7  |                             |                             | Sandro Pertini              | 9 luglio 1978    | 29 giugno 1985   |              | Partito Socialista Italiano             |
| 8  |                             |                             | Francesco Cossiga           | 3 luglio 1985    | 28 aprile 1992   |              | Democrazia Cristiana                    |
| 9  |                             |                             | Oscar Luigi Scalfaro        | 28 maggio 1992   | 15 maggio 1999   |              | Democrazia Cristiana                    |
| 10 |                             |                             | Carlo Azeglio Ciampi        | 18 maggio 1999   | 15 maggio 2006   | Indipendente | Indipendente                            |
| 11 |                             |                             | Giorgio Napolitano          | 15 maggio 2006   | 14 gennaio 2015  |              | Democratici di Sinistra                 |
| 12 |                             |                             | Sergio Mattarella           | 3 febbraio 2015  | in carica        | Indipendente | Indipendente                            |

## Corte costituzionale
La Corte costituzionale svolge la fondamentale funzione di garante della Costituzione. Organo previsto fin dal testo originale della Carta, è entrato in funzione solo nel 1956, dopo che il Parlamento ha finalmente dato attuazione alla scarna disciplina costituzionale.
È l'organo giurisdizionale della Repubblica che ha precipuamente il compito di verificare che la volontà espressa dal legislatore ordinario non vada contro la Costituzione: infatti, attraverso il giudizio sulla costituzionalità delle leggi, essa può "annullare" immediatamente le leggi e gli altri atti equiparati, qualora siano dichiarati incostituzionali.
Contro le sentenze della Corte costituzionale non è ammesso appello.
La Corte costituzionale è composta da 15 giudici, un terzo dei quali è nominato dal Presidente della repubblica, un terzo eletto dal Parlamento in seduta comune ed un terzo eletto dalle supreme magistrature ordinarie ed amministrative.
Il Presidente della Corte costituzionale viene eletto a maggioranza tra i membri della Corte stessa e rimane in carica per tre anni.
Per poteri, anche attraverso la creazione pretoria effettuata dalla giurisprudenza della Corte stessa e il numero delle decisioni, come pure per gli effetti che queste hanno avuto nella società italiana, la si può paragonare alla Corte suprema degli Stati Uniti d'America.
L'Italia ha ratificato il trattato sull'istituzione della Corte penale internazionale, sulla Corte europea dei diritti dell'uomo e, nel 2014, ha accettato l'obbligatorietà della giurisdizione della Corte internazionale di giustizia.

## Partiti politici
Il sistema politico italiano, a partire dalla nascita della Repubblica (1946) e dall'entrata in vigore dell'assetto costituzionale (1948), ha visto la maggioranza composta dalla presenza della Democrazia Cristiana, con la partecipazione di partiti minori, il Partito Repubblicano Italiano, il Partito Socialista Democratico Italiano, il Partito Liberale Italiano, e l'opposizione composta principalmente dal Partito Comunista Italiano e dal Partito Socialista Italiano, principali rappresentanti della sinistra.
A partire dal 1963 si sono avvicendati i cosiddetti "governi di centrosinistra" con la partecipazione del Partito Socialista Italiano. La destra post-fascista si riconosceva nel Movimento Sociale Italiano.
L'assetto politico italiano è cambiato notevolmente nel corso degli anni novanta, in corrispondenza della crisi istituzionale che è stata definita di passaggio da una cosiddetta "seconda Repubblica".
I principali partiti si sono sciolti dando vita a nuove formazioni. Dalla DC nacquero il Partito Popolare Italiano, i Cristiano Sociali e il Centro Cristiano Democratico; il PCI, attraverso la "svolta della Bolognina", si trasformò in Partito Democratico della Sinistra, e, da chi rifiutò la svolta, originò Rifondazione Comunista. Il MSI, attraverso la "svolta di Fiuggi", si trasformò in Alleanza Nazionale, e, da chi rifiutò la svolta, originò Movimento Sociale Fiamma Tricolore; dal PSI nacquero i Socialisti Italiani, il Partito Socialista Riformista e Federazione Laburista. Il PLI si frammentò in molte frange: le più conservatrici confluirono in Alleanza Nazionale e Forza Italia, le moderate aderirono all'Unione Liberaldemocratica e al Patto per l'Italia, le più a sinistra confluirono in Alleanza Democratica e nella Lista Pannella (erede del Partito Radicale). Il PSDI si suddivise anch'esso in più filoni: il più moderato comprendeva Rinnovamento Italiano e I Democratici, il più progressista confluì nei Socialisti Democratici Italiani, ed il più conservatore migrò in Forza Italia. Un'altra corrente diede invece vita al Movimento della Rinascita Socialdemocratica.
Nuovi importanti raggruppamenti politici furono Forza Italia, partito fondato nel 1994 dal già affermato imprenditore Silvio Berlusconi, che ha guadagnato un largo supporto fra gli elettori moderati, e la Lega Nord, dalla fusione di movimenti diffusi nelle regioni settentrionali, e trova grande consenso tra i giovani del Settentrione, ma in piccola parte anche nel Meridione (eccezion fatta per le idee indipendentiste di secessione padana o del singolo caso dell'Indipendenza Veneta).
Una tendenza verso due grandi coalizioni (una di centro-sinistra e l'altra di centro-destra) è emersa a partire dalle elezioni politiche del 1994, che videro nel nord Italia il successo dell'alleanza (Polo delle Libertà) tra Forza Italia, CCD, Lega Nord ed altri partiti minori, bissato al sud dalla vittoria della coalizione (Polo del Buon Governo) tra Forza Italia, Alleanza Nazionale (che al nord aveva presentato liste autonome) e CCD.
Per le elezioni nazionali del 1996, i partiti di centro-sinistra formarono la coalizione dell'Ulivo, sotto la guida di Romano Prodi. Il centro-destra si presentò diviso tra Polo per le Libertà (formato da Forza Italia, Alleanza Nazionale, CCD e CDU) e Lega Nord. Nel 1998, Rifondazione Comunista abbandonò l'appoggio esterno che aveva garantito al Governo Prodi I, determinandone la caduta. Alle elezioni regionali del 2000, Lega Nord e Polo si unirono nella Casa delle Libertà.
Per le elezioni politiche del 2001, entrambe le coalizioni usarono le liste civetta per insidiare la parte proporzionale di compensazione del sistema elettorale. Il quinquennio 2001-2006 fu governato dagli esecutivi Berlusconi II e III. Nel 2005 Rifondazione entrò a far parte della coalizione di centro-sinistra, che prese il nome di L'Unione, vincendo le successive elezioni del 2006 e portando alla nascita del Governo Prodi II, che cadde dopo appena due anni per la sottrazione della fiducia dell'UDEUR e di altri senatori.
A partire dal 2008 il sistema politico italiano è variato notevolmente: con le elezioni politiche si è praticato l'abbandono del bipolarismo per lasciare spazio alla nascita di due partiti maggiori, il Partito Democratico (evoluzione dell'esperienza dell'Ulivo, con la fusione di Democratici di Sinistra e La Margherita) e il Popolo della Libertà (nel quale sono confluiti Forza Italia e Alleanza Nazionale). Contrario al bipartitismo, al centro si colloca l'Unione dei Democratici Cristiani e di Centro (UDC). Dal PdL si è staccato nel 2010 il gruppo denominato Futuro e Libertà per l'Italia.
Di conseguenza, il vecchio sistema bipolare si è trasformato in un quadro di pochi grandi partiti tra loro indipendenti. Infatti, nella XVI legislatura solo cinque partiti politici nazionali sono rappresentati in Parlamento (PD, PDL, UDC, Italia dei Valori, Lega Nord)
Con le elezioni politiche del 2013 lo schema politico è tornato ad allargarsi, dando luogo a quattro principali poli presenti in Parlamento:
- Una coalizione di centro-destra che comprende Il Popolo della Libertà (poi confluito nella nuova Forza Italia), Lega Nord e Fratelli d'Italia
- Con Monti per l'Italia, coalizione di centro composta da Scelta Civica, Unione di Centro e Futuro e Libertà per l'Italia
- Italia. Bene Comune, coalizione di centrosinistra che raggruppa Partito Democratico, Sinistra Ecologia e Libertà e Centro Democratico
- Movimento 5 Stelle, partito fondato da Beppe Grillo che si defisce antisistema e antipartitico

Nei governi Letta e Renzi si è assistito al formarsi di una Grande coalizione di appoggio all'esecutivo, composta da Partito Democratico, i partiti di Con Monti per l'Italia, il Centro Democratico, partiti minori come il PSI e il gruppo del Nuovo Centrodestra.

### Situazione nazionale
Tutti i cittadini italiani che hanno compiuto 18 anni hanno diritto di voto per ambedue le camere, precedentemente il limite d'età posto per il Senato era di 25 anni.
A seguito della promulgazione della Legge Costituzionale n.1/2021 il diritto di voto per il Senato viene esteso anche ai cittadini italiani che hanno compiuto i 18 anni di età LEGGE COSTITUZIONALE 18 ottobre 2021, n. 1 - Normattiva